# Viedma (jezero)
Viedma (španělsky Lago Viedma) je ledovcové jezero v provincii Santa Cruz v Argentině. Nachází se u úpatí východního svahu Patagonských And. Má rozlohu 1100 km². Je 80 km dlouhé a maximálně 15 km široké. Leží v nadmořské výšce 254 m.

## Pobřeží
Na východě je jezero zahrazeno morénou, břehy jsou zde ploché a pokryté stepním rostlinstvem. Západní břehy jsou srázné, lesnaté a ledovec zde zasahuje až k hladině. Jezero je napájeno vodou z Jihopatagonského ledovcového pole.

## Vodní režim
Z jezera odtéká řeka Leona do jezera Argentino.

## Osídlení pobřeží
Na západním břehu leží národní park Los Glaciares. V okolí jezera je rozvinutá turistika.